# 奧斯卡·秦齊亞

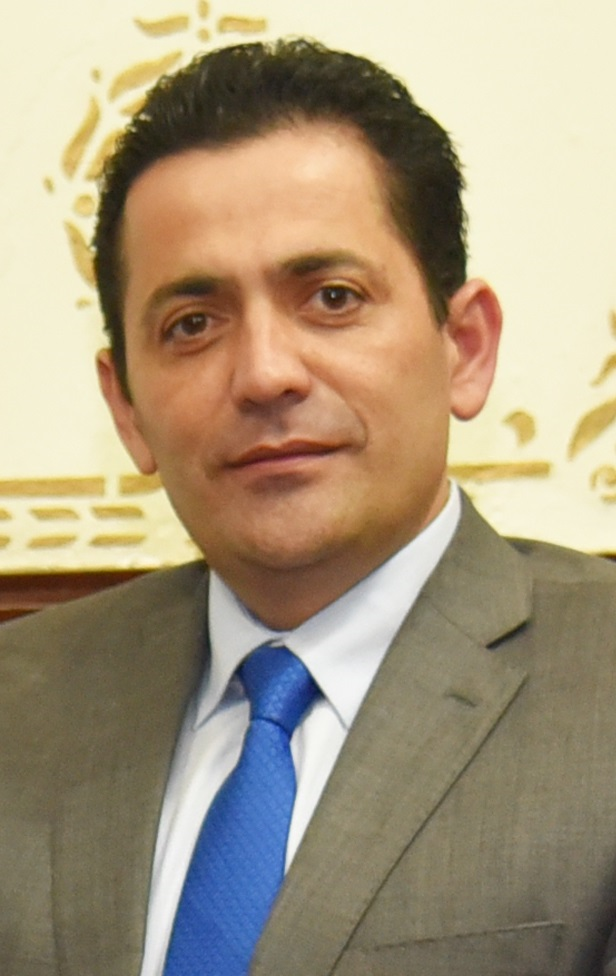
秦齊亞

奧斯卡·斯图亚多·秦齊亞·古茲曼（西班牙語：Óscar Stuardo Chinchilla Guzmán，1969年10月21日—），瓜地馬拉政治人物，前國會議長。
秦齊亞是承諾、創新及秩序黨（CREO）創黨黨員，2011年時參選瓜地馬拉選區國會議員當選。2012年會期為第三副議長。2015年連任，2017年1月當選該國國會議長，任期一年，次年由阿爾蘇接任議長。